# Knappschaftsausgleichsleistung
Die Knappschaftsausgleichsleistung (auch KAL abgekürzt) wurde mit § 98 a Reichsknappschaftsgesetz im Jahre 1963 in Deutschland als „Anpassungsgeld“ für entlassene Arbeitnehmer des Bergbaus gesetzlich eingeführt.

## Allgemeines
Hintergrund dieser gesetzlichen Regelung war die Notwendigkeit der Versorgung älterer Arbeitnehmer des Bergbaus, die von der Kohlenkrise, die in den Jahren von 1957 bis Anfang 1963 entbrannt war, durch Verlust ihrer Arbeitsplätze betroffen und in andere Arbeitsstellen nicht mehr vermittelbar waren. Berufliche Eignung und spezielle Erfahrungsschätze über Jahrzehnte verhinderten die Reintegration in ein alternatives Arbeitsleben mittels kurzfristiger „Überbrückungsmaßnahmen“ wie das Arbeitslosengeld, denn Dauerarbeitslosigkeit drohte.
Mit dem Rentenreformgesetz aus dem Jahre 1992 und dem neu geschaffenen § 239 SGB VI findet diese Regelung auch heute noch für die krisenhafte Steinkohleindustrie ihren Niederschlag.
Die Knappschaftsausgleichsleistung erhalten danach Versicherte, die unter Tage gearbeitet haben und nach Vollendung des 55. Lebensjahres aus einem knappschaftlichen Betrieb ausscheiden, sofern sie die Wartezeit von 25 Jahren mit knappschaftlichen Beitragszeiten erfüllt haben. Das Gesetz sieht dabei mehrere „Spielarten“ vor.

## Anspruchsvoraussetzungen
Bei der Knappschaftsausgleichsleistung (KAL) handelt es sich um eine Rente (§ 33, 239 SGB VI), auf die ein Rechtsanspruch besteht, sofern die gesetzlichen Anspruchsvoraussetzungen erfüllt sind.
Die Gewährung der KAL ist u. a. davon abhängig, dass der Versicherte aus einer Beschäftigung in einem knappschaftlichen Betrieb nach Vollendung des 55. Lebensjahres ausscheidet. Ein Ausscheiden nach Vollendung des 50. Lebensjahres ist möglich, wenn bis zur Vollendung des 55. Lebensjahres Anpassungsgeld (APG) für entlassene Arbeitnehmer des Bergbaus bezogen wird.

## Hinzuverdienst
Für den Hinzuverdienst gilt § 34 Abs. 3 Nr. 1 SGB VI entsprechend. Die bei einer Beschäftigung außerhalb eines knappschaftlichen Betriebes maßgebende Hinzuverdienstgrenze beträgt 6300 Euro im Jahr. Der Bezug der KAL als Teilrente ist nicht möglich. Bei der Wiederaufnahme einer Beschäftigung in einem knappschaftlichen Betrieb entfällt der Anspruch auf die KAL.

## Steuerrechtliche Auswirkung
Die KAL gehört als Leistung aus der gesetzlichen Rentenversicherung zu den Sonstigen Einkünften im Sinne des § 22 Nr. 1 Satz 3 lit. a lit. aa EStG und ist demnach nachgelagert zu versteuern.
Wie bei den übrigen Renten der gesetzlichen Rentenversicherung werden die Beträge der KAL im Rahmen des Rentenbezugsmitteilungsverfahrens nach § 22a EStG von der Deutschen Rentenversicherung Knappschaft-Bahn-See an die ZfA übermittelt.